# Jardin botanique de Copenhague
Le jardin botanique de Copenhague (Botanisk have) est un jardin botanique situé au Danemark à Copenhague. Il dépend du Muséum d'histoire naturelle du Danemark, qui est une filiale de l'université de Copenhague, et s'étend sur 10 hectares. La grande serre construite en 1874 (Palmehuset) est particulièrement remarquable.

## Historique
Le jardin botanique remonte à 1600, en tant qu'Hortus medicus (jardin de plantes médicinales), mais il a déménagé à deux reprises avant de s'installer à cet emplacement en 1870.

### Hortus medicus
Le premier jardin, Hortus medicus, a été fondé par une charte royale du 2 août 1600 dans un terrain donné par le roi Christian IV donnant sur la Skidenstraede. Un professeur de l'université devait y résider, sans distinction de chaire, pour entretenir le jardin. Ole Worm (1588-1655) obtint cette fonction en 1621. Il l'enrichit d'un grand nombre d'espèces de plantes médicinales originaires du Danemark, ainsi que de plantes rares venues d'ailleurs qu'il recevait grâce à ses relations avec des savants de l'étranger.

### Jardin d'Oeder
Le deuxième jardin botanique est installé par Georg Christian Oeder (1728-1791) en 1752 dans le quartier de Frederiksstad au nord de l'hôpital (Frederiks Hospital) sur ordre de Frédéric V (1723-1766). Il ouvre au public en 1763. La section de l'ouest ne s'étendait que sur moins d'un hectare, mais comportait une première serre chaude. La section de l'est, plus grande, n'était que peu plantée. En 1770, une partie du jardin est mise à la disposition de l'université, après que l'année précédente le roi Christian VII eut fait un don de  2 500 thalers à l'université dans ce but. Oeder devint le premier directeur de ce jardin. Il fut à l'origine de l'édition de Flora Danica, atlas illustré de toutes les plantes connues du Danemark et de sa province de Norvège qui fut publié pour mettre l'accent sur l'importance économique du jardin dans l'esprit des Lumières de l'époque. Oeder est renvoyé en 1771 à cause de son implication dans l'affaire du comte Struensee. Christen Friis Rottbøll lui succède.

### Jardin de Charlottenborg

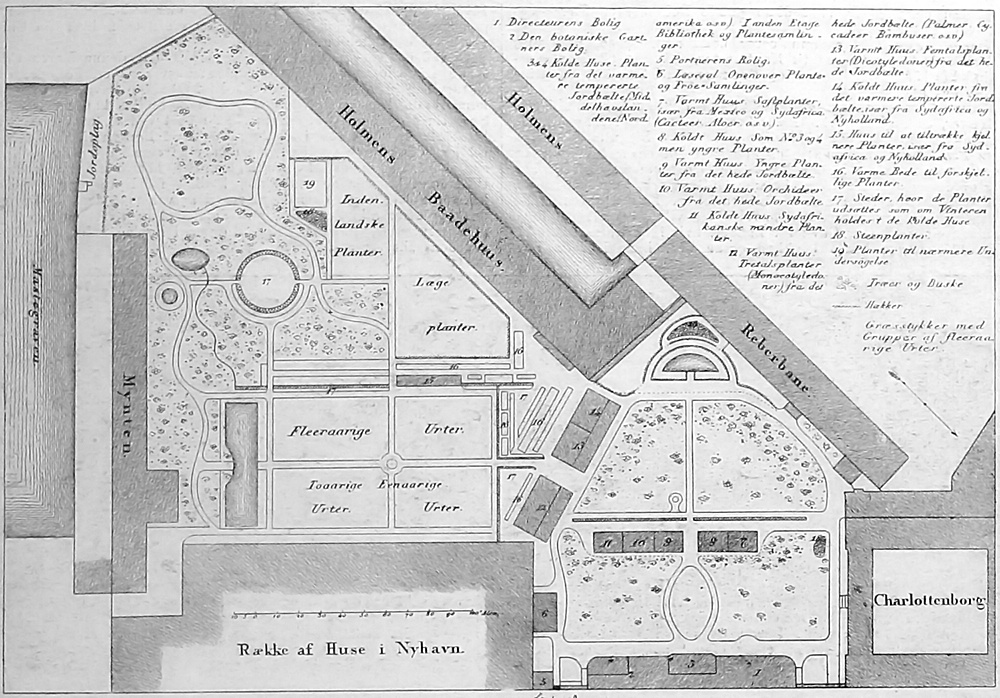
Plan du jardin botanique de Charlottenborg (1847)

Le jardin d'Oeder ferme en 1778, lorsque le roi Christian VII  reprend le terrain et donne en échange une parcelle derrière le palais de Charlottenborg, afin d'y ouvrir un jardin botanique plus étendu. Il en approuve le plan le 22 juillet 1778. Il est dirigé par deux directeurs dont l'un est nommé par le roi (le premier étant Johan Theodor Holmskjold) et l'autre par l'université (le premier étant Christian Friis Rottbøll, qui avait auparavant travaillé sous les ordres d'Oeder). La double direction est abandonnée en 1817. Jens Wilken Hornemann (1770-1841) est alors nommé directeur. Le jardin couvre une surface d'1,6 ha entourée de canaux et bordée par Charlottenborg, Nyhavn et Bremerholm.
Un bâtiment est construit au bord du canal de Nyhavn pour abriter un musée botanique, une bibliothèque et la résidence du directeur et du jardinier en chef, ainsi qu'une réserve pour abriter l'hiver les plantes fragiles. Une serre froide est construite en 1784. D'autres serres sont ajoutées au début du XIXe siècle. Joakim Frederik Schouw (1789-1852) succède à Hornemann en 1841. Il ouvre une nouvelle section consacrée aux plantes du Danemark, comprenant 570 espèces, et publie un catalogue.

### Jardin actuel

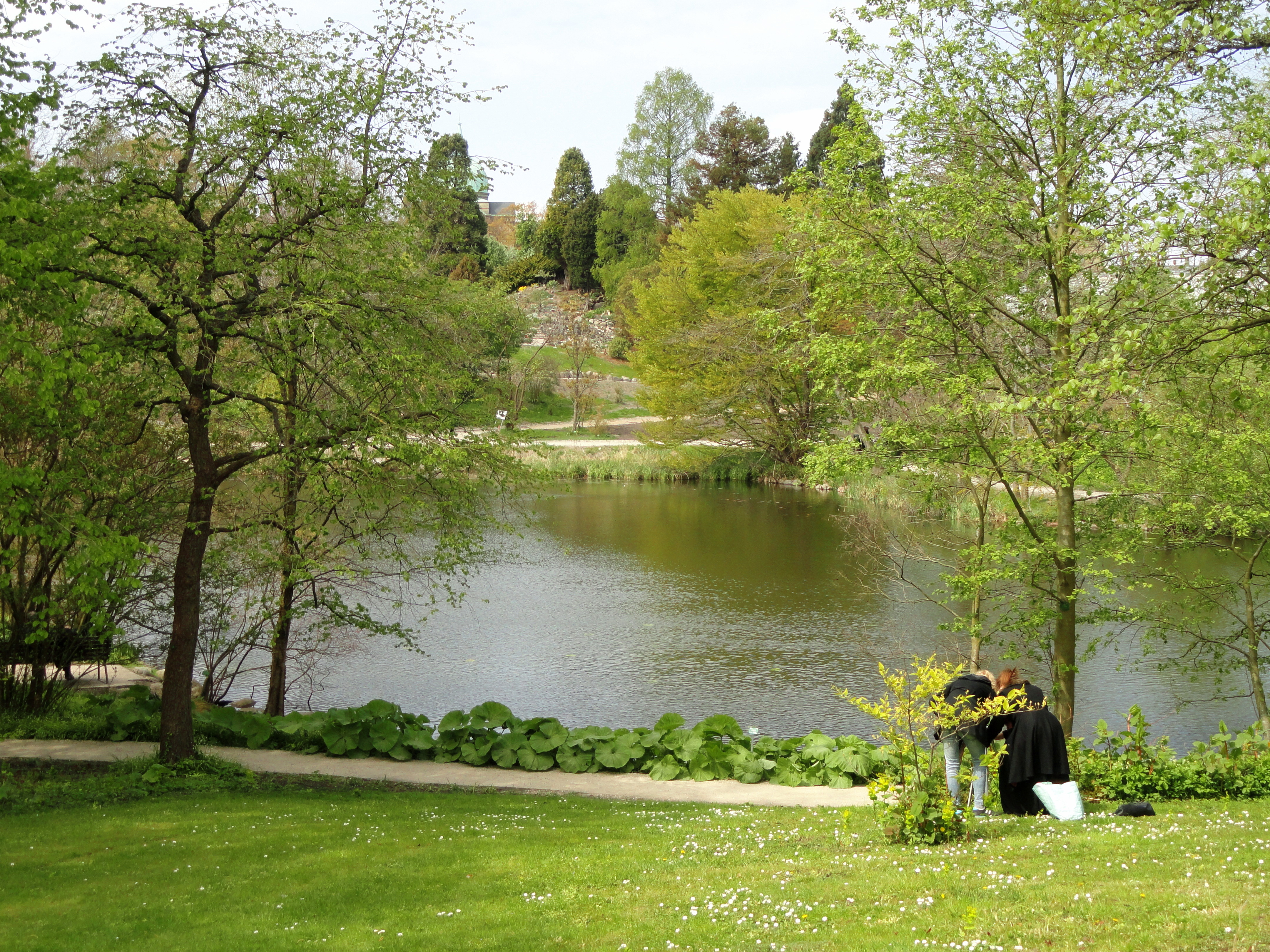
Vue du jardin

Le jardin déménage en 1870, car l'emplacement de Charlottenborg était devenu trop petit. Les vastes serres sont inaugurées en 1874. Elles s'inspirent du Crystal Palace construites pour l'Exposition universelle de Londres en 1851. Les serres du jardin botanique de Copenhague sont financées par Jacob Christian Jacobsen (1811-1887), fondateur de l'entreprise Carlsberg. Elles sont inscrites en 1977, avec l'ensemble du jardin, à la liste du patrimoine protégé. Le professeur Johannes Eugenius Bülow Warming dirige le jardin botanique au tournant des XIXe et XXe siècles et le marque de son entreprise.
Le jardin est libre d'accès. Le public peut visiter les serres, le musée et l'herbier. La bibliothèque est accessible sur rendez-vous. Il existe également une jardinerie pour acheter des plantes, des graines ou des outils. Un restaurant est ouvert pour les visiteurs.

## Collections
Le jardin botanique héberge 13 000 espèces disposées en différentes sections : les plantes du Danemark (600 espèces), les plantes vivaces (1 100 espèces), les plantes annuelles (1 100 espèces), les jardins de rocailles avec des plantes alpines d'Europe centrale et d'Europe méridionale et la colline des conifères. Un jardin de rhododendrons a été inauguré récemment[Quand ?].
L'arbre le plus ancien du jardin botanique est un taxodium de 1806 qui y a été planté alors qu'il avait déjà soixante ans. De juin à octobre, on peut découvrir une collection unique de dahlias rapportés d'expéditions menées au Mexique entre 1959 et 1995.

## Serres

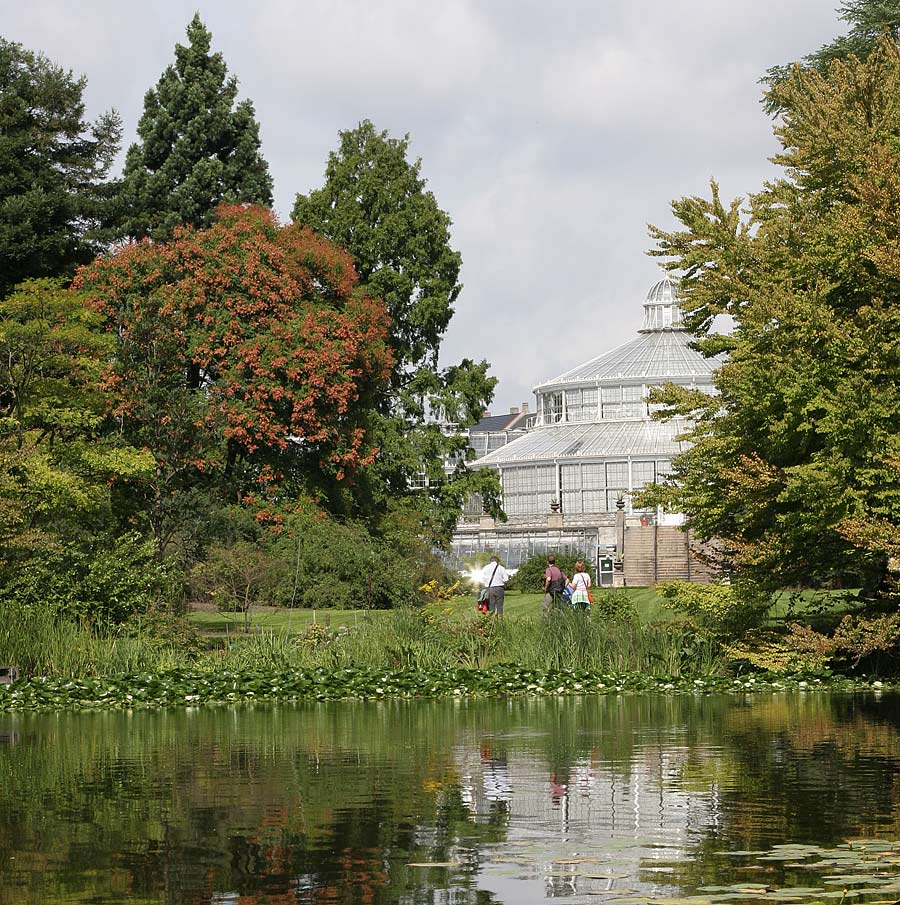
Vue de la grande serre de l'autre côté de la pièce d'eau.

Le jardin botanique possède vingt-sept serres dont la plus importante mesure 3 000 m2 et se trouve sur un promontoire. Elle abrite cinq pièces d'ambiances différentes. Ainsi la serre tropicale présente en particulier l'espèce Victoria amazonica et un spectaculaire Amorphophallus titanum; la grande serre des palmiers, en rotonde, se trouve au milieu. Elle mesure 20 m de hauteur Ses escaliers de fonte en colimaçon mènent à une galerie intérieure qui offre un point de vue remarquable. On remarque un palmier de 1824 et une collection de cycadophytes, dont Dioon edule, individu collecté au Mexique en 1842, certains autres spécimens y sont plus que centenaires. Une serre de cinquante mètres de longueur abrite une collection de cactées et de succulentes, tandis qu'au autre présente des collections d'orchidées, dont le très rare Bulbophyllum fletcherianum, orchidée épiphyte originaire de Papouasie, aux longues feuilles de 1,80 m de long, ainsi qu'une collection de bégonias. Une serre moderne est dédiée aux caudiciformes, une autre aux plantes arctiques. Les serres modernes, construites à partir de 1957, se trouvent en contrebas du grand escalier.
La collection des plantes endémiques de milieux insulaires, notamment îles Galápagos, Madagascar, Nicobar (ancienne colonie danoise) Sainte-Hélène, est exceptionnelle. 
La structure des cinq grandes serres historiques a été refaite en aluminium en 1980.

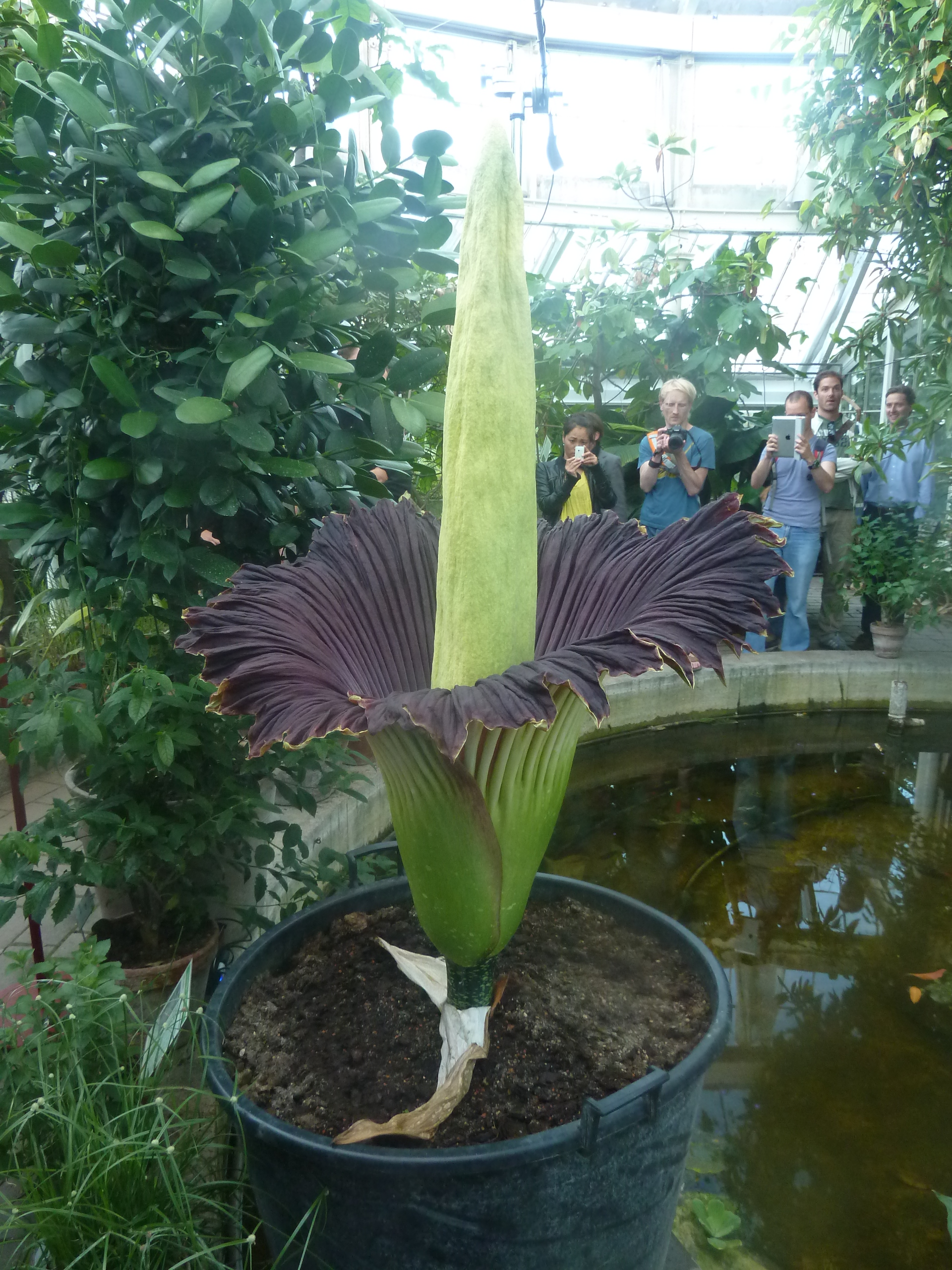
Amorphophallus titanum, originaire de Sumatra qui ne fleurit qu'après dix ans de germination
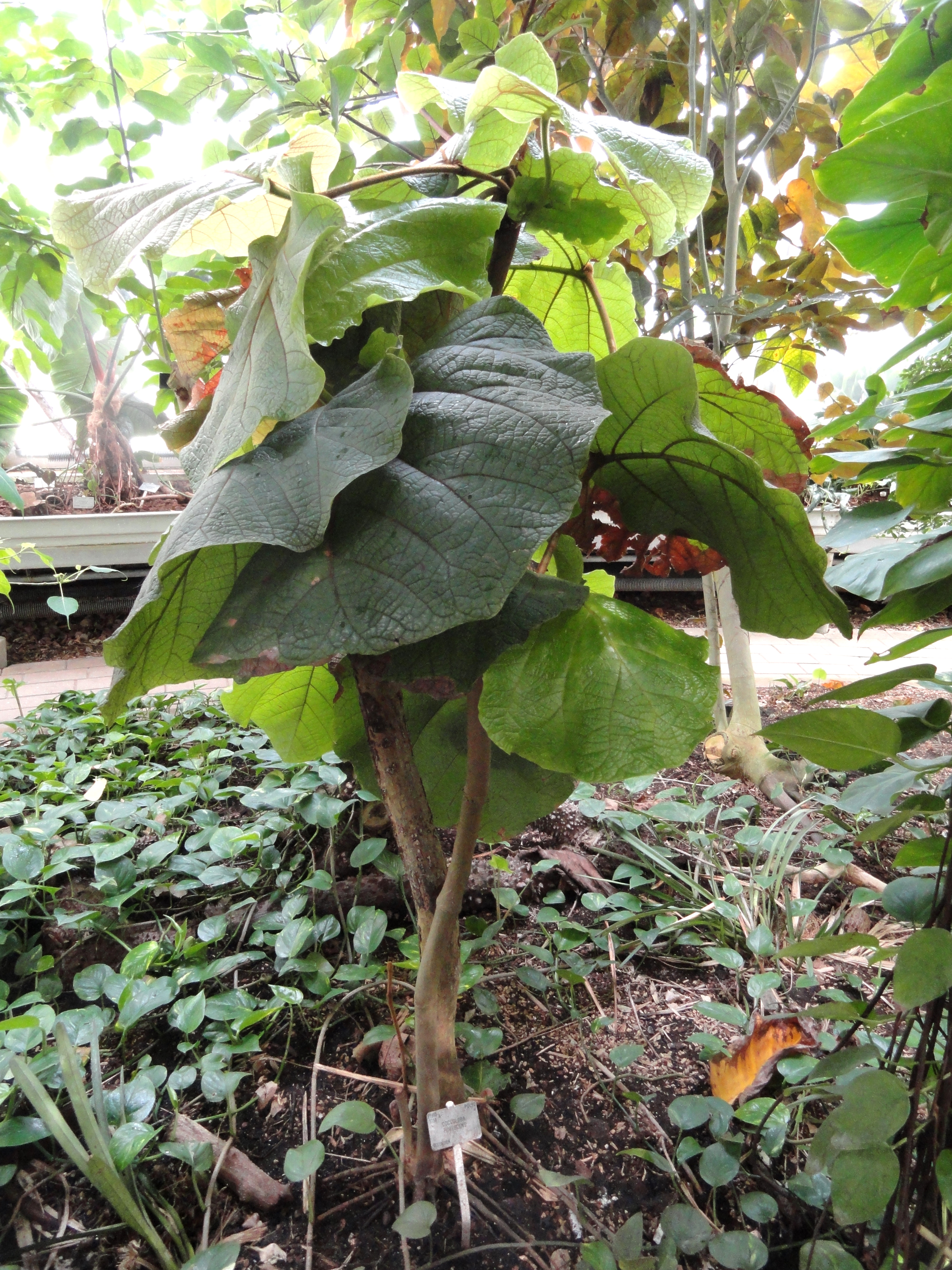
Coccoloba pubescens, originaire des Caraïbes
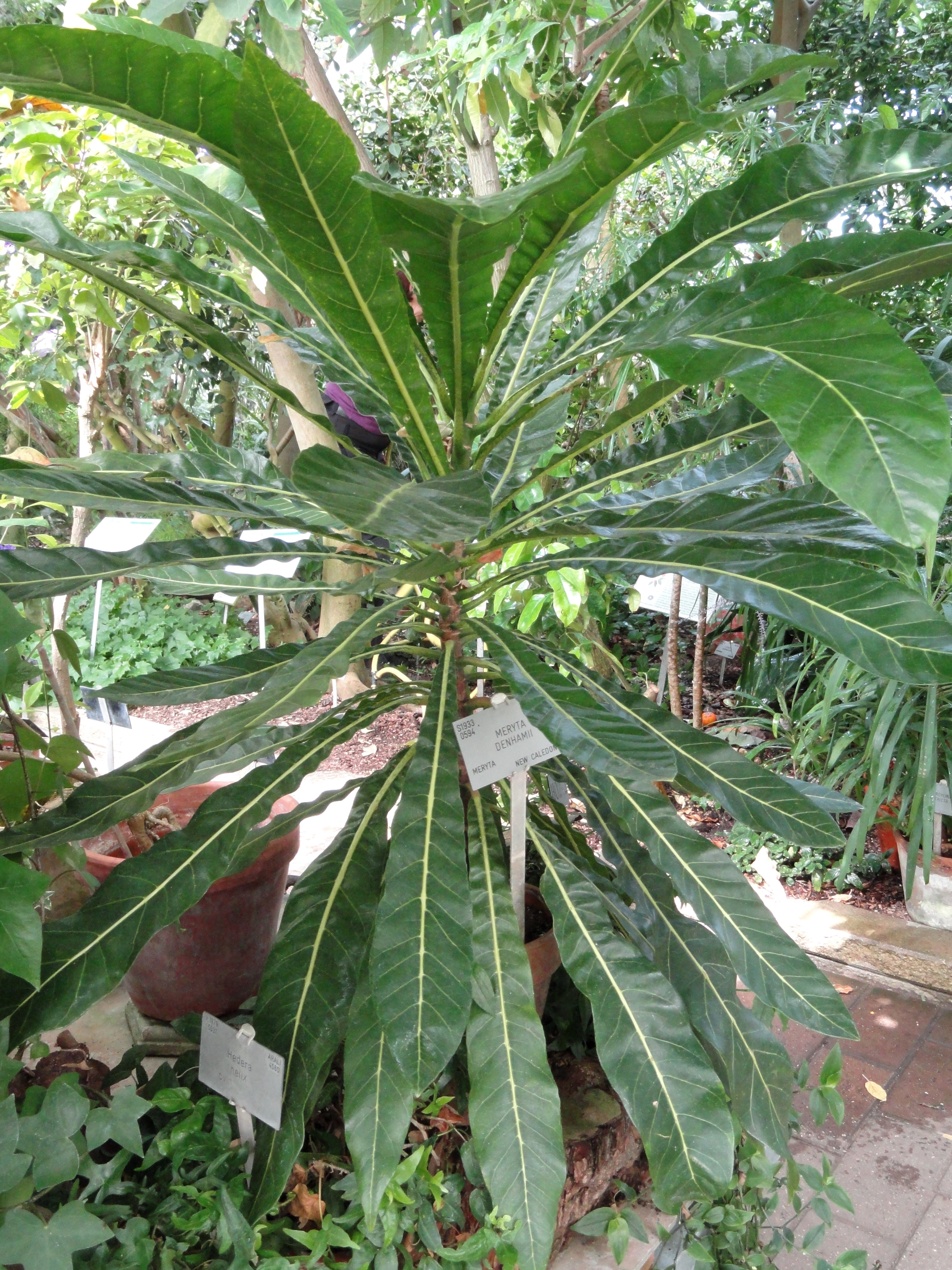
Meryta denhamii, originaire de Nouvelle-Calédonie
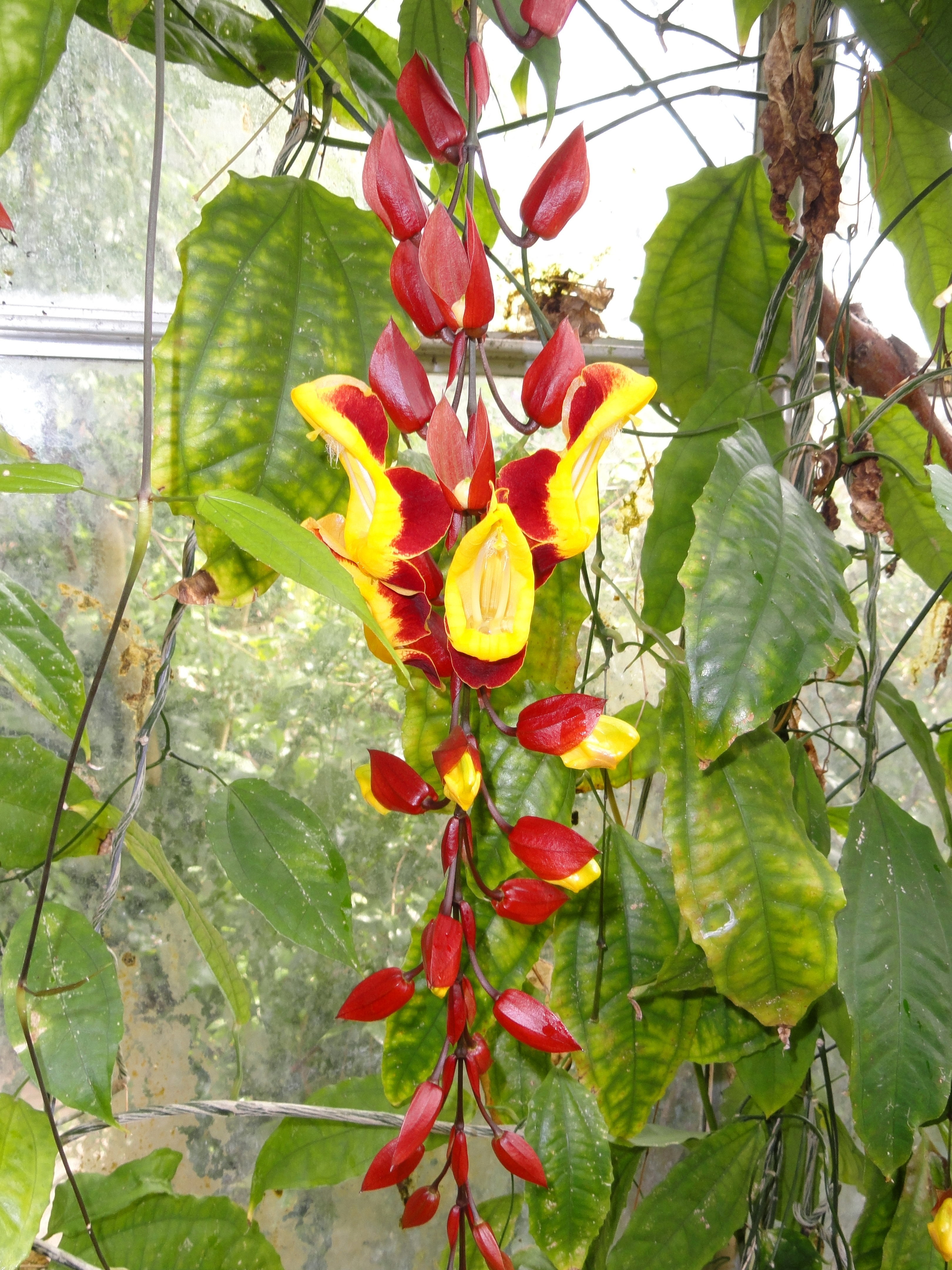
Thunbergia mysorensis, originaire de la région de Mysore

## Notes et références

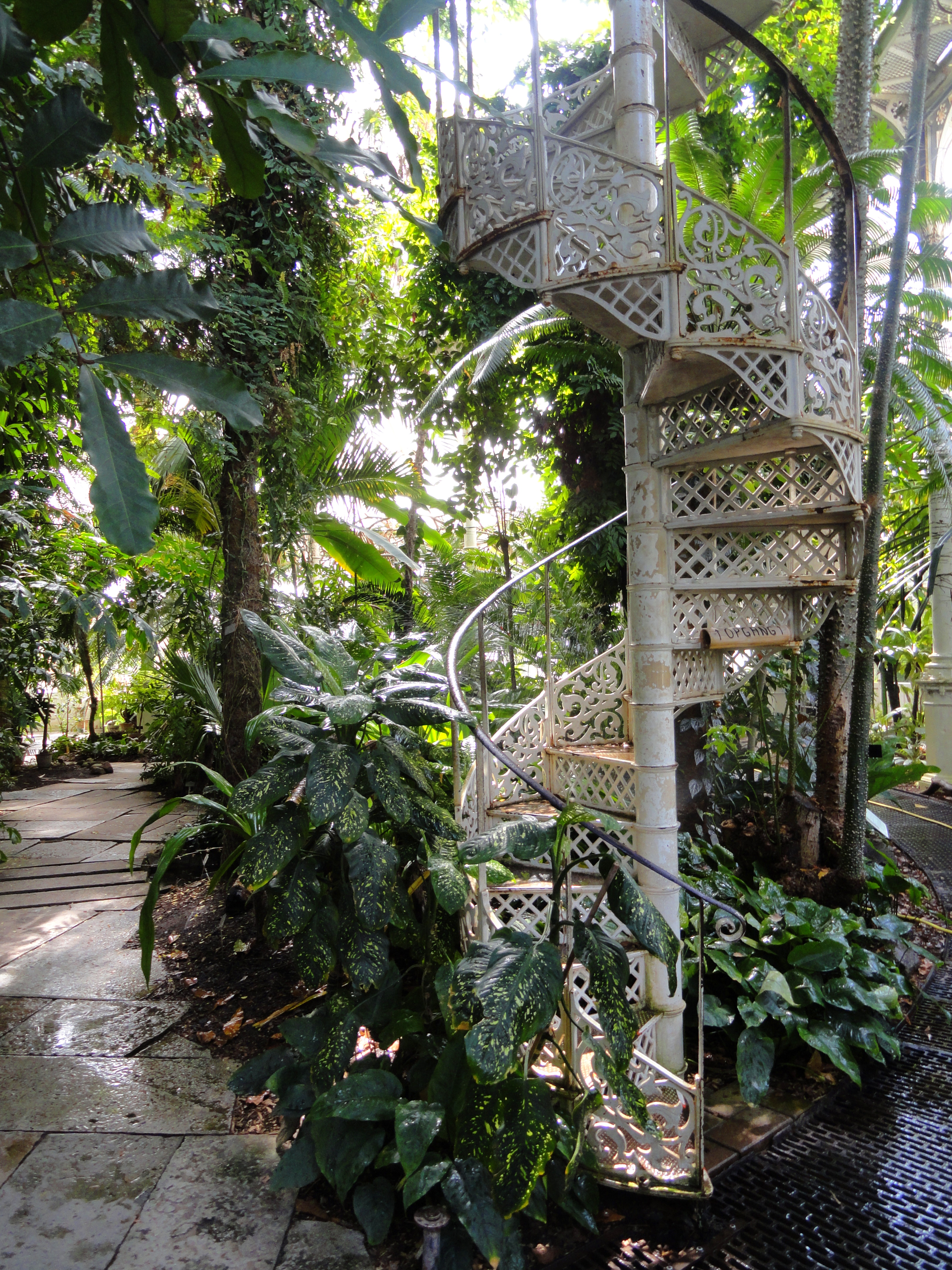
Vue d'un escalier de la grande serre des Palmiers.

## Source
- (en) Cet article est partiellement ou en totalité issu de l’article de Wikipédia en anglais intitulé « University of Copenhagen Botanical Garden » (voir la liste des auteurs).